# Jobst Hermann (Lippe)
Jobst Hermann zur Lippe-Biesterfeld (* 9. Februar 1625 in Detmold; † 6. Juli 1678 in Biesterfeld) war Graf zur Lippe, Sternberg und Schwalenberg und gilt als Begründer der Linie zur Lippe-Biesterfeld durch Schaffung des Herrensitzes in Biesterfeld zwischen 1654 und 1665.
Unter dem Gesellschaftsnamen Der Zuträgliche wurde er als Mitglied in die Fruchtbringende Gesellschaft aufgenommen.

## Leben

### Eltern
Nach dem Tod seiner ersten Frau Anna Katharina geborene Gräfin von Nassau-Wiesbaden-Idstein und einer einjährigen Trauerzeit heiratete Simon VII. Graf und Edler Herr zur Lippe (1587–1627) am 27. April 1623 die Gräfin Maria Magdalena zu Waldeck-Wildungen (1606–1671). Jobst Hermann wurde am 9. Februar 1625 im Schloss zu Detmold nach Christian (1624–1634) als zweiter Sohn geboren; ihm folgte noch die Schwester Sophie-Elisabeth (1626–1688).

### Kindheit und Jugend
Nach dem Tod des Vaters im Jahr 1627 zog die Mutter mit Jobst Hermann und seinen beiden Geschwistern auf die ihr als Witwensitz überschriebene Burg Schwalenberg. In den Wirren des Dreißigjährigen Kriegs wurde die Burg wiederholt belagert, eingenommen und geplündert; die Familie flüchtete 1631 und 1634 nach Detmold und fand dort Schutz im Schloss.
Als Zwölfjähriger wurde Jobst Hermann vom regierenden Grafen Simon Ludwig nach Detmold entführt: Hier sollte der evangelisch-lutherisch erzogene Jobst Hermann im Sinne der evangelisch-reformierten Konfession erzogen werden, aber durch eine List gelang es seiner Mutter ihn zu befreien. Sie gab Jobst Hermann in die Obhut seiner Halbschwester Magdalene, Äbtissin im Stift Herford. Schon bald führte ihn sein Weg zurück nach Detmold: Nach Simon Ludwigs Tod hatte Jobst Hermann von dessen Nachfolger, Simon Philipp, in konfessioneller Hinsicht nichts zu befürchten.
Jobst Hermann verlebte seine Kinder- und Jugendzeit in Schwalenberg, Herford und an den Höfen von Detmold sowie Arolsen. Nach seinem Schulabschluss reiste er nach Orléans in Frankreich, später studierte er an den Universitäten in Gießen und Marburg. Nach den Studien reiste Jobst Hermann zusammen mit seinem Cousin Graf Johann zu Waldeck nach England, Frankreich, Italien sowie Holland: Sie lernten Sprachen und Volksbräuche.

### Ehe und Nachkommen
Am 10. Oktober 1654 heiratete Jobst Hermann die erst zwanzigjährige Elisabeth Juliane Gräfin zu Sayn, Wittgenstein und Hohnstein, Lohra und Klettenberg (* 4. Oktober 1634; † 23. Juni 1689) in Wittgenstein und zog mit ihr zunächst auf die Burg in Schwalenberg.
Seine Mutter, seit 1630 in Besitz der Meierei Biesterfeld, überschrieb Jobst Herrmann anlässlich seiner Hochzeit ihren Biesterfelder Besitz. Diese Besitzverschreibung begründete die adlige Seitenlinie des Hauses Lippe, Lippe-Biesterfeld.
Zusammen mit seiner Frau zeugte Graf Jobst Hermann während ihrer 24-jährigen Ehe (1654 bis 1678) zwanzig Kinder, jeweils zehn Mädchen und Jungen.
01. Simon Johann (* 7. Juli 1655 in Biesterfeld; † 5. Mai 1656 in Biesterfeld) [knapp 11 Monate]

02. Juliana Elisabeth (* 15. Juni 1656 in Biesterfeld; † 29. April 1709) [52 Jahre]

⚭ am 6. Juni 1678 mit Christoph Graf zu Leiningen-Westerburg (* 11. März 1656; † 17. Mai 1728)
03. Johann August (* 15. Oktober 1657 auf Wittgenstein; † 7. September 1709 in Biesterfeld) [52 Jahre]; geisteskrank, bestattet in der Klosterkirche Falkenhagen

04. Sophia Charlotta (* 16. September 1658 in Biesterfeld; † 25. April 1672 in Lemgo) [13 Jahre]

05. Simon Christian (* 8. Oktober 1659 in Biesterfeld; † 9. November 1660 in Biesterfeld) [1 Jahr]

06. Theodor Adolf (* 22. Oktober 1660 in Biesterfeld; † 9. März 1709 in Schwalenberg) [48 Jahre]

07. Maria Christine (* 12. Februar 1662 in Biesterfeld; † 14. Juni 1710 in Biesterfeld) [48 Jahre]

08. Christine Eleonore (* 1663; † 28. Dezember 1686) [23 Jahre]; am 31. Dezember in der Klosterkirche Falkenhagen beigesetzt

09. Anna Augusta (* 14. September 1665 in Biesterfeld; † 24. August 1730 in Biesterfeld) [64 Jahre]; bestattet im Chor der Klosterkirche Falkenhagen

10. Johann Friedrich (* 6. November 1666 in Biesterfeld; † 21. Februar 1712) [45 Jahre]

11. Magdalena Emilia (* 30. November 1667 in Biesterfeld; † 25. Juni 1677) [9 Jahre]

12. Concordia Dorothea (* 18. Dezember 1668; † 25. Juni 1677) [8 Jahre]

13. Georg Ludwig (* 12. Januar 1670 in Biesterfeld; † 28. Juli 1693 in Biesterfeld) [23 Jahre]; Soldat, vermutlich in Falkenhagen beigesetzt

14. Rudolph Ferdinand (* 17. März 1671 in Lemgo; † 12. Juli 1736 in Biesterfeld) [65 Jahre], Graf und Edler Herr zur Lippe-Sternberg-Schwalenberg, bestattet in Blomberg

⚭ am 22. Februar 1705 mit Gräfin Juliane Luise von Kunowitz (* 21. August 1671; † 21. Oktober 1754)

14.1 Friedrich Karl August (* 20. Januar 1706 in Biesterfeld; † 31. Juli 1781 in Friedrichsruh), Graf und Edler Herr zur Lippe-Biesterfeld 

Friedrich Karl August

⚭ am 7. Mai 1732 mit Gräfin Barbara Eleonore von Solms-Baruth (* 30. Oktober 1707 in Baruth; † 16. Juni 1744 in Biesterfeld)
14.1.1 Wilhelmine Luise Constantine (* 15. Juli 1733 in Biesterfeld; † 18. Februar 1766 auf Schloss Klitschdorf)
⚭ mit Graf Seyfried von Promnitz († 27. Februar 1760)
⚭ am 30. Januar 1764 mit Graf Johann Christian II. von Solms-Baruth
14.1.2 Simon Rudolf Ferdinand (* 6. Oktober 1734 in Biesterfeld; † 23. Mai 1739 in Biesterfeld) [4½ Jahre], in der Klosterkirche Falkenhagen beigesetzt
14.1.3 Karl Ernst Casimir (* 2. November 1735 in Biesterfeld; † 19. November 1810 in Marburg), Graf und Edler Herr zur Lippe-Biesterfeld
⚭ am 16. Oktober 1766 mit Gräfin Ferdinande von Bentheim-Tecklenburg-Rheda (24. August 1737; † 23. April 1779)
14.1.3.1 Karl (30. April 1772; † 14. April 1778) [knapp 6 Jahre]
14.1.3.2 August (29. Juni 1773; † 23. Juni 1774) [knapp 1 Jahr]
14.1.3.3 Hermann (12. September 1775; † 24. November 1784) [9 Jahre]
14.1.3.4 Wilhelm Ernst (* 15. April 1777 auf Schloss Hohenlimburg; † 8. Januar 1840 in Oberkassel) [62 Jahre]
⚭ am 26. Juli 1803 mit Modeste von Unruh (* 30. April 1781; † 19. September 1854) [73 Jahre]
14.1.3.4.1 Elisabeth Caroline Modeste (* 2. Dezember 1805; † 19. Januar 1806) [1½ Monate]
14.1.3.4.2 Ernestine (* 8. August 1806; † 10. August 1806) [2 Tage]
14.1.3.4.3 Paul Karl (* 20. März 1808; † 14. Dezember 1836) [28 Jahre]
14.1.3.4.4 Agnes (* 30. April 1810; † 21. April 1887) [76 Jahre]
⚭ am 26. Februar 1833 mit Karl Prinz von Biron-Wartberg (* 13. Dezember 1811; † 21. März 1848) [36 Jahre]
⚭ am 9. Juli 1849 mit Leopold Graf von Zieten (* 23. Mai 1802; † 19. Mai 1870) [67 Jahre]
14.1.3.4.5 Julius (* 2. April 1812; † 17. Mai 1884) [72 Jahre]
⚭ am 30. April 1839 mit Adelheid Gräfin von Castell-Castell (* 18. Juni 1818; † 11. Juli 1900) [82 Jahre]
14.1.3.4.5.1 Ernst (* 20. März 1840; † 28. März 1840) [8 Tage]
14.1.3.4.5.2 Emilie (* 1. Februar 1841; † 11. Februar 1892) [51 Jahre]
⚭ am 18. Juni 1864 mit Otto Fürst zu Salm-Horstmar (* 23. September 1867 auf Schloss Varlar; † 2. März 1941 ebenda) [73 Jahre]
14.1.3.4.5.3 Ernst Kasimir Friedrich Karl Eberhard (* 9. Juni 1842 in Bonn; † 26. September 1904 auf Schloss Lopshorn) [62 Jahre], Graf zur Lippe-Biesterfeld 

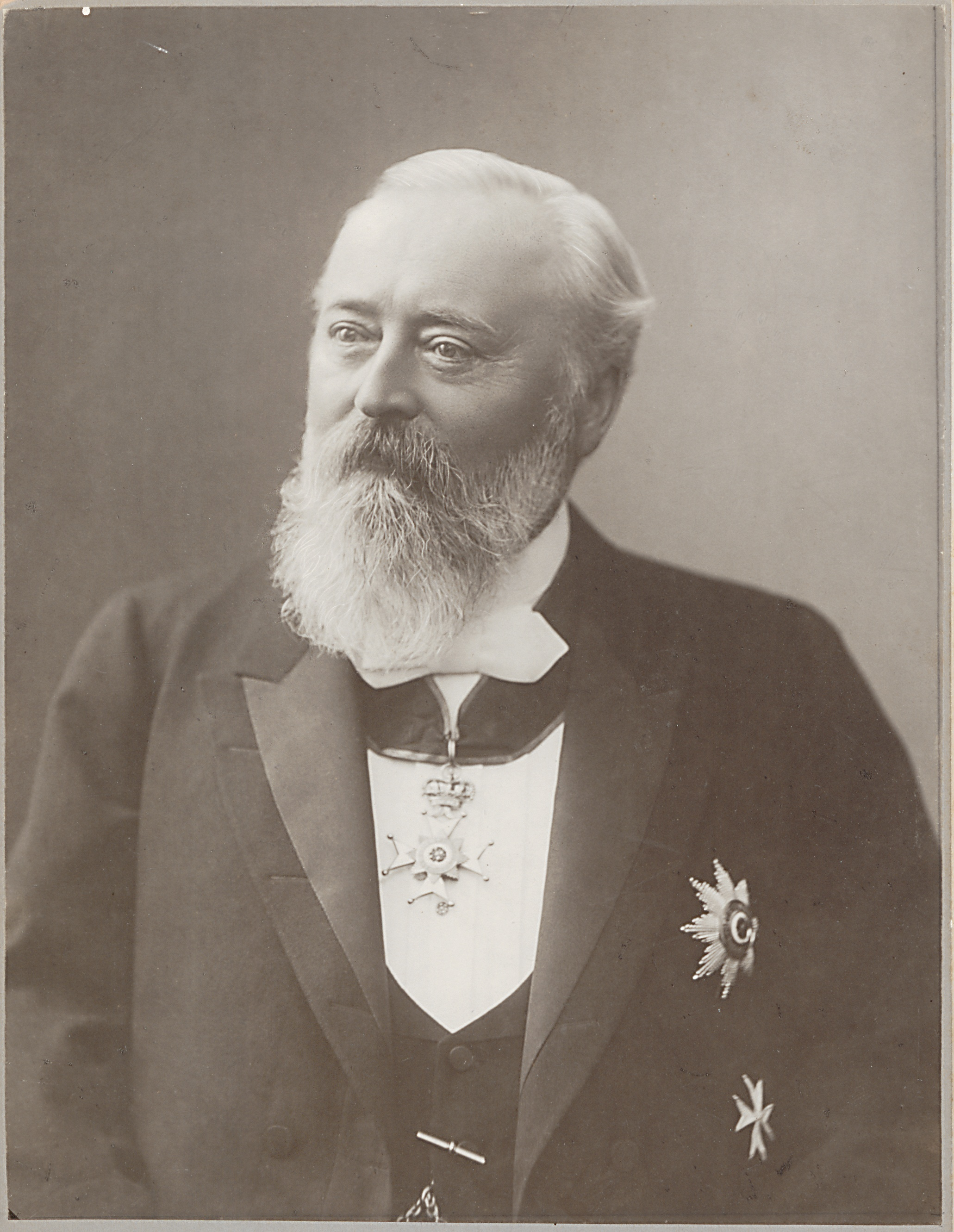
Ernst zur Lippe-Biesterfeld

⚭ am 16. September 1869 mit Karoline Gräfin von Wartensleben (* 18. Juni 1818; † 11. Juli 1900) [82 Jahre]
14.1.3.4.5.3.1 Adelheid (* 22. Juni 1870; † 3. September 1948)
⚭ am 25. April 1889 mit Friedrich Prinz von Sachsen-Meiningen (* 12. Oktober 1861; gef. 23. August 1914)
14.1.3.4.5.3.2 Leopold IV. (* 30. Mai 1871 in Oberkassel; † 30. Dezember 1949 in Detmold), Fürst zur Lippe 

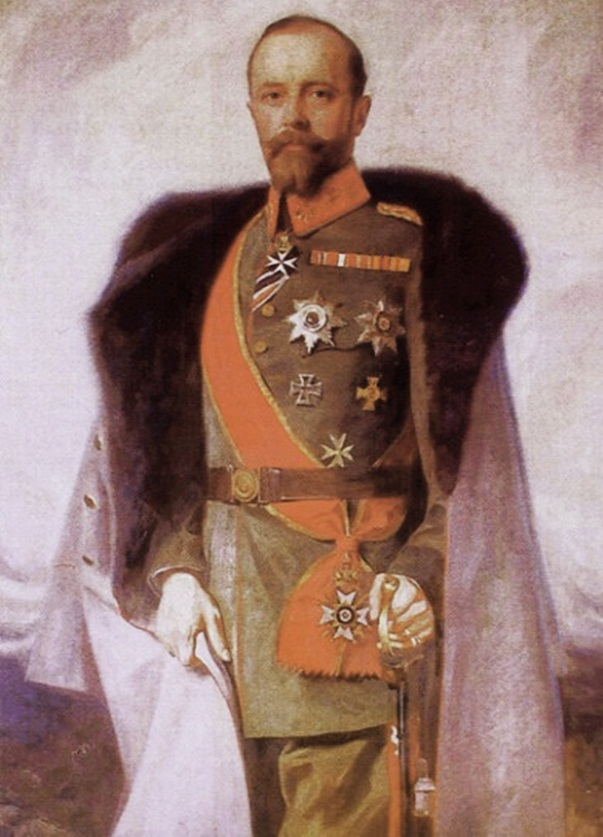
Leopold IV.

⚭ am 16. August 1901 mit Bertha Prinzessin von Hessen-Philippsthal-Barchfeld (* 25. Oktober 1874 in Burgsteinfurt, † 19. Februar 1919 in Detmold)
14.1.3.4.5.3.2.1 Ernst (* 12. Juni 1902; † 24. Mai 1987)
⚭ am 16. Juli 1924 mit Charlotte Ricken (* 23. Mai 1900; † 24. Juni 1974), geschieden 9. November 1935
⚭ am 5. Juni 1937 mit Herta Elise Weiland (* 13. April 1911; † 6. Mai 1970)
14.1.3.4.5.3.2.1.1 Ernst Leopold (* 14. März 1940)
⚭ am 2. August 1969 mit Katrin Hein (* 5. Oktober 1941)
14.1.3.4.5.3.2.1.2 Vicoria (* 7. Mai 1943; † 25. August 1988)
⚭ am 19. September 1968 mit Wolfram Wickert (* 30. Mai 1941), geschieden 26. April 1977
⚭ am 17. Dezember 1984 mit Christoph Pudelko (* 23. Februar 1932; † 2017)
14.1.3.4.5.3.2.2 Leopold Bernhard (* 19. Mai 1904; † 5. Juli 1965)
14.1.3.4.5.3.2.3 Karoline (* 4. August 1905)
⚭ am 29. September 1932 mit Hans Graf von Kanitz (* 17. November 1893; † 25. August 1968)
14.1.3.4.5.3.2.4 Chlodwig (* 27. September 1909; † 13. Februar 2000)
⚭ am 27. März 1940 mit Veronika Holl (* 31. Dezember 1915)
14.1.3.4.5.3.2.4.1 Winfried Chlodwig (* 21. April 1941)
⚭ am 6. Juli 1967 mit Katharine Rochmann (* 13. Februar 1942)
14.1.3.4.5.3.2.5 Sieglinde (* 4. März 1915)
⚭ am 6. Dezember 1942 mit Friedrich Carl Heldmann (* 21. Mai 1904; † 26. April 1977)
⚭ am 16. Mai 1922 mit Anna zu Ysenburg-Büdingen (* 10. Februar 1886 in Büdingen, † 8. Februar 1980 in Detmold)
14.1.3.4.5.3.2.6 Armin Leopold (* 18. August 1924 in Detmold; † 20. August 2015 ebenda)
⚭ am 27. März 1953 in Göttingen mit Traute Becker (* 16. Februar 1925 in Hänigsen)
14.1.3.4.5.3.2.6.1 Stephan Leopold (* 24. Mai 1959), Prinz zur Lippe
⚭ am 15. Oktober 1994 mit Maria Gräfin zu Solms-Laubach (* 12. August 1968)
14.1.3.4.5.3.2.6.1.1 Bernhard Leopold (* 9. September 1995)
14.1.3.4.5.3.2.6.1.2 Heinrich Otto (* 8. April 1997)
14.1.3.4.5.3.2.6.1.3 Wilhelm Benjamin (* 12. Oktober 1999)
14.1.3.4.5.3.2.6.1.4 Luise Anna Astrid Christiane Viktoria (* 9. April 2001)
14.1.3.4.5.3.2.6.1.5  ?
14.1.3.4.5.3.3 Bernhard (* 26. August 1872; † 19. Juni 1934)
⚭ am 4. März 1909 mit Armgard von Cramm (* 18. Dezember 1883; † 27. April 1971)
14.1.3.4.5.3.3.1 Bernhard (* 29. Juni 1911 in Jena; † 1. Dezember 2004 in Utrecht), Prinz der Niederlande
⚭ am 7. Januar 1937 mit Juliana (* 30. April 1909 in Den Haag; † 20. März 2004 in Soestdijk), Prinzessin von Oranien-Nassau und Herzogin zu Mecklenburg
14.1.3.4.5.3.3.1.1 Beatrix Wilhelmina Armgard (* 31. Januar 1938 in Baarn), Prinzessin von Oranien-Nassau und zur Lippe-Biesterfeld und Königin der Niederlande
⚭ am 10. März 1966 mit Claus von Amsberg (* 6. September 1926 in Hitzacker (Elbe); † 6. Oktober 2002 in Amsterdam)
14.1.3.4.5.3.3.1.1.1 Willem-Alexander (* 27. April 1967 in Utrecht), König der Niederlande
⚭ am 2. Februar 2002 mit Máxima Zorreguieta Cerruti (* 17. Mai 1971 in Buenos Aires)
14.1.3.4.5.3.3.1.1.1.1 Catharina-Amalia Beatrix Carmen Victoria van Oranje (* 7. Dezember 2003 in Den Haag), Prinzessin der Niederlande, Prinzessin van Oranje-Nassau
14.1.3.4.5.3.3.1.1.1.2 Alexia Juliana Marcela Laurentien (* 26. Juni 2005 in Den Haag)
14.1.3.4.5.3.3.1.1.1.3 Ariane Wilhelmina Máxima Ines (* 10. April 2007 in Den Haag)
14.1.3.4.5.3.3.1.1.2 Johan Friso Bernhard Christiaan David (* 25. September 1968 in Utrecht; † 12. August 2013 in Den Haag), Prinz von Oranien-Nassau, Graf von Oranien-Nassau, Herr von Amsberg
14.1.3.4.5.3.3.1.1.3 Constantijn Christof Frederik Aschwin (* 11. Oktober 1969 in Utrecht), Prinz der Niederlande, Prinz von Oranien-Nassau, Jonkheer van Amsberg
14.1.3.4.5.3.3.1.2 Irene Emma Elisabeth (* 5. August 1939), Prinzessin der Niederlande, von Oranien-Nassau und zur Lippe-Biesterfeld
14.1.3.4.5.3.3.1.3 Margriet Francisca (* 19. Januar 1943 in Ottawa), Prinzessin der Niederlande, von Oranien-Nassau und zur Lippe-Biesterfeld, Frau van Vollenhoven
14.1.3.4.5.3.3.1.4 Maria Christina (* 18. Februar 1947 im Palast Soestdijk; † 16. August 2019), Prinzessin der Niederlande, von Oranien-Nassau und zur Lippe-Biesterfeld
14.1.3.4.5.3.3.2 Ernst Aschwin (* 13. Juni 1914; † 14. Mai 1988)
⚭ am 11. September 1951 mit Simone Arnoux (* 9. Mai 1915)
14.1.3.4.5.3.4 Julius Ernst (* 2. September 1873; † 15. September 1952)
⚭ am 11. August 1914 mit Marie Herzogin zu Mecklenburg-Strelitz (* 8. Mai 1878; † 14. Oktober 1948)
14.1.3.4.5.3.4.1 Elisabeth Karoline (* 23. November 1916)
⚭ am 15. Februar 1939 mit Ernst August Prinz zu Solms-Braunfels (* 10. März 1892; † 24. Juli 1968)
14.1.3.4.5.3.4.2 Ernst August (* 1. April 1917; † 13. Juni 1990)
⚭ am 3. März 1948 mit Christa von Arnim (* 2. Juli 1923)
14.1.3.4.5.3.5 Karola (* 2. September 1873; † 23. April 1958)
14.1.3.4.5.3.6 Matilde (* 27. März 1875; † 12. Februar 1907)
14.1.3.4.5.4 Adalbert (* 15. Oktober 1843; † 2. Dezember 1890) [47 Jahre]
14.1.3.4.5.5 Matilde (* 7. Dezember 1844; † 10. Januar 1890) [45 Jahre]
14.1.3.4.5.6 Leopold (* 12. Mai 1846; † 28. Januar 1908) [61 Jahre]
⚭ am 7. April 1894 mit Friederike Gräfin von Schwerin (* 6. Juli 1867; † 10. März 1945) [77 Jahre]
14.1.3.4.5.7 Kasimir (* 5. Oktober 1847; † 16. Februar 1880) [32 Jahre]
14.1.3.4.5.8 Oskar (* 18. Dezember 1848; † 1. Februar 1849) [1½ Monate]
14.1.3.4.5.9 Johanna (* 6. März 1851; † 31. Januar 1859) [7 Jahre]
14.1.3.4.5.10 Friedrich (* 10. Mai 1852; † 15. August 1892) [40 Jahre]
⚭ am 10. Oktober 1882 mit Marie Prinzessin zu Löwenstein-Wertheim-Freudenberg (* 14. Dezember 1862; † 26. April 1941) [78 Jahre]
14.1.3.4.5.10.1 Adelheid (* 14. Oktober 1884; † 9. März 1961) [76 Jahre]
⚭ am 14. Juli 1921 mit Heinrich Prinz von Schönburg-Waldenburg (* 8. Juni 1863; † 28. Dezember 1945) [82 Jahre]
14.1.3.4.5.10.3 Olga (* 9. Dezember 1885; † 2. März 1972) [86 Jahre]
⚭ am 10. Oktober 1922 mit Konrad Graf zu Erbach-Erbach (8. September 1881; † 17. November 1945) [64 Jahre]
14.1.3.4.5.10.2 Marie (21. Juni 1890; † 27. November 1973) [83 Jahre]
⚭ am 16. September 1920 mit Carl Fürst zu Ysenburg und Büdingen (* 11. September 1875; † 15. Mai 1941) [65 Jahre]
14.1.3.4.5.11 Elisabeth (* 25. September 1853; † 24. Januar 1859) [5 Jahre]
14.1.3.4.5.12 Rudolf (* 27. April 1856; † 21. Juni 1931) [75 Jahre]
⚭ am 2. November 1889 mit Luise Prinzessin von Ardeck (* 12. Dezember 1868; † 21. November 1959) [90 Jahre]
14.1.3.4.5.12.1 Friedrich Wilhelm (27. November 1890; † 24. Oktober 1938)
⚭ am 1. Juli 1932 mit Godela von Oven (* 17. Dezember 1906; † 2. November 1989)
14.1.3.4.5.12.2 Ernst (* 20. Januar 1892; gef. 28. August 1914)
14.1.3.4.5.12.3 Marie Adelheid (30. August 1895; † 25. November 1993)
⚭ am 19. Mai 1920 mit Heinrich XXXII. Prinz Reuss jüngere Linie (* 4. März 1878; † 6. Mai 1935), geschieden 18. Februar 1921
⚭ am 12. April 1921 mit Heinrich XXXV. Prinz Reuss jüngere Linie (* 1. August 1887; † 17. Januar 1936), geschieden 23. Juni 1926
⚭ mit Hanno Konopath (24. Februar 1882; † 22. September 1962), geschieden 2. Oktober 1936
14.1.3.4.5.13 Friedrich Wilhelm (* 16. Juli 1858; gef. 6. August 1914) [66 Jahre]
⚭ am 10. Januar 1895 mit Gisela Prinzessin zu Ysenburg-Meerholz (* 27. Mai 1871; † 22. Juni 1964) [92 Jahre]
14.1.3.4.5.13.1 Calixta Agnes (* 14. Oktober 1895; † 15. Dezember 1982)
⚭ am 14. August 1919 mit Waldemar Prinz von Preußen (* 20. März 1889 in Kiel; † 2. Mai 1945 in Tutzing)
14.1.3.4.5.13.2 Barbara Eleonore (* 30. Januar 1897; † 16. Januar 1983)
⚭ am 16. Oktober 1919 mit Nikolaus Graf von Luckner (* 24. Februar 1894 in Friedeberg (Neumark); † 24. September 1966 in Meerholz)
14.1.3.4.5.13.3 Simon Kasimir (* 24. September 1900; † 9. Dezember 1980)
⚭ am 17. Oktober 1935 mit Ilse Splittgerber (* 1. Mai 1909)
14.1.3.4.5.14 Friedrich Carl (* 19. Juni 1861; † 1. April 1901) [39 Jahre]
14.1.3.4.6 Matilde (* 28. November 1813; † 16. Juli 1878) [74 Jahre]
14.1.3.4.7 Emma (* 17. August 1815; † 10. Januar 1842) [27 Jahre]
14.1.3.4.8 Hermann (* 8. Juni 1818; † 27. Mai 1877) [68 Jahre]
14.1.3.4.9 Leopold (* 19. Januar 1821; † 24. Dezember 1872) [51 Jahre]
14.1.3.5 Johann Karl (1. September 1778; † 29. Dezember 1844)
⚭ am 9. Juni 1806 mit Berhardine von Sobbe (* 25. Juli 1784; † 6. Februar 1843)
14.1.3.5.1 Johanna (* 8. Juni 1807; † 23. November 1830) [23 Jahre]
⚭ am 6. Januar 1830 mit Heinrich von Röder (* 10. Oktober 1804; † 8. November 1884)
14.1.3.5.2 Pauline (* 22. Mai 1809; † 15. Februar 1888) [78 Jahre]
14.1.3.5.3 Konstantin (* 14. März 1811; † 8. Oktober 1861) [50 Jahre]
⚭ am 2. Dezember 1837 mit Wilhelmine Freiin von Vincke
14.1.3.5.3.1 Jenny (* 23. November 1838; † 21. Juni 1839) [knapp 7 Monate]
14.1.3.5.4 Amalie (* 4. April 1814; † 25. Oktober 1879) [65 Jahre]
⚭ am 13. März 1841 mit Karl Prinz von Waldeck (* 12. April 1803; † 19. Juli 1846) [43 Jahre]
14.1.3.5.5 Bernhard (28. November 1815; † 7. Juni 1827) [11 Jahre]
14.1.3.5.6 Karl (* 28. September 1818; † 4. Dezember 1883) [65 Jahre]
14.1.4 Friedrich Wilhelm (* 25. Januar 1737 in Biesterfeld; † 31. Juli 1803 in Kleve)
⚭ am 18. April 1770 mit Johanna von Meinerzhagen (* 20. August 1752; † 27. November 1811)
14.1.5 Marie Wilhelmine Henriette (* 5. Dezember 1740 in Biesterfeld; † 19. April 1741 in Biesterfeld)
14.1.6 Ludwig Heinrich (* 21. April 1743 in Biesterfeld; † 16. September 1794 in Gelnhausen)
⚭ am 30. März 1786 mit Elisabeth Kellner (* 27. März 1765; † 27. November 1794), Gräfin zur Lippe-Falkenflucht
14.1.7 Marie Barbara Eleonore (* 16. Juni 1744 in Biesterfeld; † 16. Juni 1776 auf Schloss Baum)
⚭ am 12. November 1765 mit Graf Wilhelm Friedrich Ernst zu Schaumburg-Lippe (* 9. Januar 1724 in London; † 10. September 1777 in Wölpinghausen) 

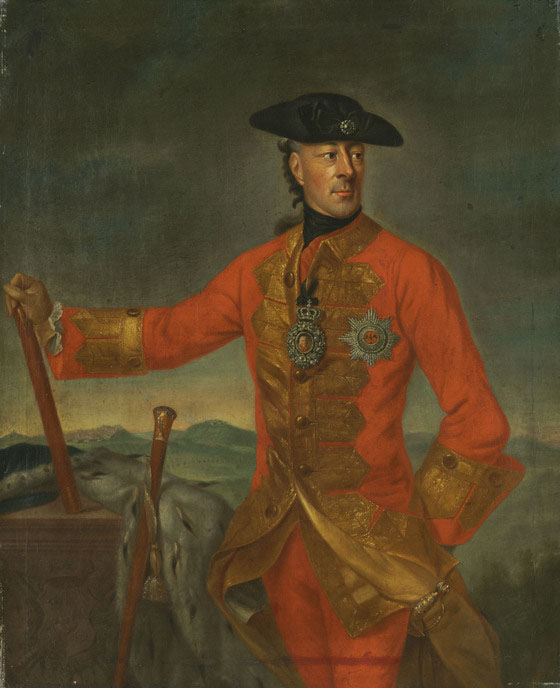
Graf Wilhelm Friedrich Ernst zu Schaumburg-Lippe

14.1.8 Ferdinand Johann Benjamin (* 16. Juni 1744 in Biesterfeld; † 23. April 1772 in Bückeburg)
⚭ am 31. Januar 1769 mit Gräfin Wilhelmine von Schönburg-Lichtenstein (* 16. Juli 1746; † 12. Juli 1819) auf Schloss Wolkenburg
14.1.8.1 Friederike Wilhelmine Eleonore Karoline (* 9. Dezember 1769 in Bückeburg; † 25. November 1789 in Frankfurt)
14.1.8.2 Auguste Sidonie Eleonore (* 12. Februar 1771 in Bückeburg; † 17. Januar 1803 in Frankfurt)
14.1.8.3 Wilhelm Karl Ferdinand (* 13. Dezember 1772 in Bückeburg; † 21. Mai 1809 in Asparn)
14.2 Kasimir Hermann (* 31. Dezember 1706 in Berlin; † 7. Februar 1726 in Biesterfeld)
14.3 Anton Friedrich Ludwig (* 25. Dezember 1707 in Biesterfeld; † 5. Juli 1718 in Biesterfeld)
14.4 Ferdinand Johann Ludwig (* 22. August 1709 in Biesterfeld; † 18. Januar 1787 in Saßleben), Graf und Edler Herr zur Lippe-Weißenfeld
⚭ am 30. Oktober 1736 mit Ernestine Henriette Gräfin zu Solms-Baruth (* 23. Mai 1712 in Baruth; † 17. November 1769 in Lemgo) in Baruth
14.4.1 Friedrich Johann Ludwig (* 2. September 1737 in Weißenfeld; † 14. Mai 1791 in Saßleben), Graf zur Lippe-Weissenfeld
⚭ am 21. Februar 1772 mit Marie Eleonore Gräfin von Gersdorf (* 1. September 1752 in Dresden; † 3. Dezember 1772 in Milkel) in Milkel
⚭ am 28. August 1775 mit Wilhelmine Gräfin von Hohenthal (* 19. Februar 1748 in Naundorf; † 8. Dezember 1789 in Saßleben) in Döbernitz
14.4.2 Luise Konstanze (* 16. April 1739 in Weißenfeld; † 27. Februar 1812 in Kleinwelka)
14.4.3 Karl Christian (* 15. August 1740 in Weißenfeld; † 5. April 1808 in Klitschdorf)
⚭ am 24. Juni 1774 mit Henriette Louise Gräfin von Callenberg (* 11. Februar 1745 in Muskau; † 17. Februar 1799 in Regensburg) in Muskau
⚭ am 29. Juni 1800 mit Gräfin Konstanze zu Solms-Baruth (* 15. Mai 1774 in Klitschdorf; † 16. September 1856 in Armenruh) in Klitschdorf
14.4.4 Albrecht Heinrich Ferdinand (* 25. Januar 1742 in Weißenfeld; † 8. August 1742 in Weißenfeld)
14.4.5 Wilhelmine Eleonore Christiane (* 6. November 1743 in Weißenfeld; † 4. März 1797 in Wernigerode)
14.4.6 Ludwig Ernst August (* 21. Mai 1747 in Weißenfeld; † 18. Mai 1777 in Saßleben)
14.4.7 Simon Rudolf (* 2. Oktober 1748 in Weißenfeld; † 17. Mai 1763)
14.4.8 Henriette Karoline Luise (* 7. Februar 1753 in Weißenfeld; † 27. März 1795 in Kleinwelka)
⚭ am 25. Oktober 1774 mit Prinz Albert von Anhalt-Dessau (* 22. April 1750 in Dessau; † 31. Oktober 1811 in Dessau) in Rheda
14.5 NN (*/† 22. August 1709 in Biesterfeld)
14.6 Henriette Luise Wilhelmine (* 26. Januar 1711 in Biesterfeld; † 29. September 1752 in Baruth)
⚭ am 27. Dezember 1729 mit Graf Johann Karl zu Solms-Baruth (* 19. Januar 1702; † 3. August 1735) in Biesterfeld
14.x ?? († 21. Dezember 1713 in Biesterfeld)
14.x Charlotte Mauritia Elisabeth († 5. Juli 1722)
15. Wilhelm Christian (* November 1672 in Lemgo; † 6. Mai 1674) [knapp 18 Monate]

16. NN (*† Januar 1673); Totgeburt

17. Simon Christoph (* 4. April 1674 in Lemgo; † Juni 1677) [3 Jahre]

18. Elisabeth Charlotte (* 21. März 1675 in Biesterfeld; † 22. August 1676 in Biesterfeld) [knapp 14 Monate]

19. Sophia Juliana (* 6. Dezember 1676 in Biesterfeld; † 2. Juni 1705 in Schwarzenau) [28 Jahre]

⚭ am 23. Oktober 1694 mit Graf Henrich Albrecht zu Sayn-Wittgenstein-Hohenstein (* 6. Dezember 1658; † 23. November 1723)
20. Hermine Justine (* 20. Mai 1678 in Biesterfeld; † 15. Juni 1704 in Schwarzenau) [26 Jahre]

### Tod
Am Ende seines Lebens litt Graf Jobst Hermann an einer Gemütserkrankung mit einhergehender Leibesschwachheit. Von einer Fiebererkrankung, die ihn am 2. Juli 1678 übermannte, erholte er sich nicht mehr und starb 53-jährig am Abend des 6. Juli 1678 in Biesterfeld. Jobst Hermann wurde am 7. September in der Klosterkirche Blomberg beigesetzt.

### Erbe
Seiner Frau blieb neben den vielen Kleinkindern vor allem ein hoher Schuldenstand von 4049 Talern.

#### Bibliothek
Darüber hinaus war die Bibliothek des Grafen Jobst Hermann von besonderer Bedeutung. Er hinterließ eine Sammlung, die nach ganz persönlichen Gesichtspunkten und Vorlieben zusammengestellt wurde. Sie verblieb bis zum Tod seiner Witwe (1689) im Schloss Biesterfeld und wurde wohl erst aus Anlass der Teilung des Nachlasses in einer auf den 11. April 1690 datierten Liste festgehalten: rund 280 Bücher, darunter 18 Folianten, 68 Bände im Quart-, 94 im Oktav- sowie 96 Bücher im kleinen Duodezformat, diverse Klein-, Handschriften und Landkarten. Die etwa 300 einzelnen Titel waren für die damalige zeit ein ansehnlicher Bestand für eine Privatbibliothek.